# Gianni Rivera
Giovanni Rivera, detto Gianni (Alessandria, 18 agosto 1943), è un ex calciatore ed ex politico italiano, di ruolo centrocampista. Con la nazionale italiana è stato campione d'Europa nel 1968 e vicecampione del mondo nel 1970.
Pallone d'oro nel 1969, è considerato uno dei migliori giocatori italiani di sempre e uno tra i più grandi della storia del calcio. Esordì in Serie A a quindici anni con la maglia dell'Alessandria; col Milan, nel quale militò per diciannove stagioni (dodici da capitano), fu tre volte campione italiano, due volte europeo e una volta intercontinentale. 11º per numero di presenze in Serie A (527), con 128 reti è il centrocampista più prolifico nella storia della massima serie.
Tra il 1962 e il 1974 ha fatto parte della nazionale italiana, totalizzando 60 presenze e 14 reti; i quattro campionati del mondo disputati lo pongono al secondo posto – alle spalle di Gianluigi Buffon – tra i giocatori italiani con più partecipazioni alla competizione iridata, a pari merito con Enrico Albertosi, Giuseppe Bergomi, Fabio Cannavaro, Paolo Maldini e Dino Zoff.
Occupa la 19ª posizione, primo degli italiani, nella speciale classifica dei migliori calciatori del XX secolo pubblicata dalla IFFHS nel 2000. Nel 2004 è stato inserito nel FIFA 100, lista dei 125 più grandi giocatori viventi compilata da Pelé e dalla FIFA in occasione del centenario della federazione; nello stesso anno è risultato 35º nell'UEFA Golden Jubilee Poll, un sondaggio online condotto dalla UEFA per celebrare i migliori calciatori d'Europa dei cinquant'anni precedenti. Nel 2013 è entrato a far parte della Hall of Fame del calcio italiano e nel 2015 è stato tra i primi cento atleti selezionati dal CONI per la Walk of Fame dello sport italiano.
Dal 1987 è attivo in campo politico e ha ricoperto vari incarichi parlamentari e governativi.

## Biografia
È nato a Valle San Bartolomeo, sobborgo di Alessandria dove i genitori, il ferroviere Teresio e la casalinga Edera Arobba, si erano temporaneamente trasferiti per sfuggire al pericolo di bombardamenti sul centro cittadino; ha un fratello minore, Mauro. Crebbe nella centrale via Pastrengo e tirò i primi calci all'Oratorio Don Bosco. Conseguì la licenza media e s'iscrisse alle scuole tecniche, abbandonandole poi a 16 anni. Fu il padre a presentarlo, nel 1956, a Giuseppe Cornara, preparatore delle giovanili dell'Alessandria.

Un esordiente Rivera all'Alessandria nel 1959

Debuttò in Serie A non ancora sedicenne, per passare poi al Milan nel 1960. Coi rossoneri visse il resto della sua carriera, vincendo tre scudetti, quattro Coppe Italia, due Coppe dei Campioni, due Coppe delle Coppe ed un'Intercontinentale. Giocò anche con la nazionale italiana, con la quale divenne Campione d'Europa nel 1968 e secondo ai Mondiali del 1970, malgrado un rapporto a tratti tormentato. Dopo l'oriundo Omar Sívori, fu il secondo calciatore italiano a vincere il Pallone d'oro, nel 1969.
Descritto «di bell'aspetto e intelligente», «pacato e ironico», era molto popolare tra i tifosi, come testimoniano alcune citazioni cinematografiche: in Il padre di famiglia (Nanni Loy, 1967) «l'effigie di Rivera sostituisce sul letto il quadro sacro» nella stanza di uno dei figli del protagonista; in Eccezzziunale... veramente (Carlo Vanzina, 1982), il personaggio Donato (Diego Abatantuono) idolatra il giocatore fino ad attribuirgli un parodistico ruolo da profeta del calcio nel mondo, inviato direttamente da Dio. È ricordato anche per aver sollevato, in diversi momenti della sua carriera, polemiche contro la stampa, la Federazione, la classe arbitrale e vari dirigenti del Milan, condizionando anche le politiche societarie di quest'ultimo club negli anni 1970. Nel 1968 fu tra i soci fondatori dell'Associazione Italiana Calciatori. Scrisse due libri autobiografici con la collaborazione del giornalista Oreste Del Buono, Un tocco in più (Rizzoli, 1966) e Dalla Corea al Quirinale (Rizzoli, 1968). Inoltre fece parte della giuria del Premio Campiello 1967.
Già durante l'attività agonistica gestì un'agenzia di assicurazioni, per poi aprire negli anni 1980 anche una ditta di abbigliamento sportivo che portava il suo nome. Dopo il ritiro è stato vicepresidente del Milan fino al 1986; successivamente è stato deputato per quattro legislature e sottosegretario alla Difesa. Dal 2010 collabora col Settore Tecnico della FIGC. Nel 2012 ha partecipato nelle vesti di concorrente all'ottava edizione del programma televisivo di Rai 1 Ballando con le stelle.
Nel 1977 nacque la sua prima figlia, Nicole, avuta dall'attrice, cantante e conduttrice televisiva Elisabetta Viviani; ha avuto altri due figli, nel 1994 la figlia Chantal e nel 1996 il figlio Gianni, dalla moglie Laura Marconi, sposata il 28 giugno 1987 a Cetona con la benedizione di Padre Eligio, frate francescano che già dai tempi della militanza nel Milan era suo consigliere spirituale e fondatore dell'Associazione Mondo X per il recupero dei tossicodipendenti, per la quale Rivera ha svolto compiti di rappresentanza. È Commendatore all'Ordine al merito della Repubblica italiana.

## Caratteristiche tecniche
(Carlo Felice Chiesa)

Rivera nei primi anni al Milan

Rivera era un trequartista, un giocatore di fantasia che stava dietro agli attaccanti e aveva il compito di metterli in azione. «Sta a metà strada tra centrocampo e attacco, - scrive Tarozzi - imbecca le punte»; nel Milan di Rocco Rivera «stava avanti a rifinire». In gioventù veniva paragonato a Giuseppe Meazza e a Juan Alberto Schiaffino e per il fisico minuto, negli anni dell'Alessandria, veniva soprannominato "Cosino" o "il Signorino".
Michel Platini, che gli ha conferito il Premio del Presidente UEFA 2011, lo ha definito «uno dei più grandi assistmen della storia», aggiungendo che «la sua abilità nel dribbling e nella distribuzione del gioco ha avuto pochi eguali». Secondo Carlo Felice Chiesa rivelò sin dagli esordi «uno stile inarrivabile: il tocco di velluto, il passaggio rasoterra millimetrico, il senso del gol». Per il Dizionario biografico enciclopedico Baldini & Castoldi «in campo sfodera un'intelligenza fuori dal comune, sa dove piazzare il pallone un attimo prima dei colleghi, incanta la platea con lanci alle punte lunghissimi e calibrati. Ribattezzato Golden Boy sa come mettere in mostra qualità tecniche straordinarie: la visione completa del gioco, le geometrie, i tocchi leggeri che smarcano i compagni».

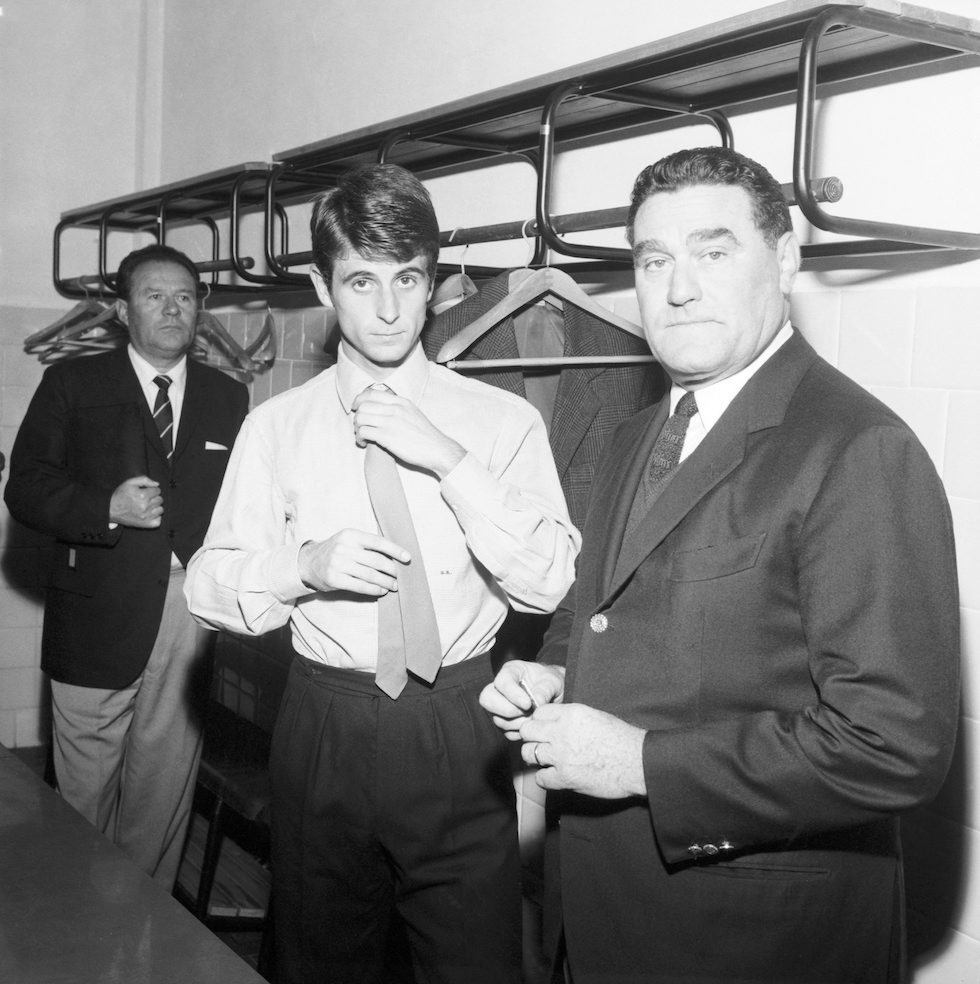
Rivera negli spogliatoi di San Siro con l'allenatore Nereo Rocco, suo grande mentore ed estimatore — definito dallo stesso Rivera come un «secondo padre» —, prima della stracittadina del 22 ottobre 1967.

Molti sono gli attestati di stima giunti a Rivera da compagni di squadra, critici e avversari, tra i quali Meazza, Silvio Piola, Raimundo Orsi, Giovanni Lodetti, Franco Baresi, Pelé e il tecnico dell'Inghilterra Alf Ramsey, che dopo la sconfitta contro la nazionale italiana del 1973 dichiarò: «Chi sono i quattro giocatori italiani più forti? Rivera, Rivera, Rivera e Rivera».
Alle critiche di alcuni giornalisti sul fatto che Rivera corresse poco e non si sacrificasse a sufficienza per la squadra, l'allenatore del Milan Nereo Rocco, suo mentore e grande estimatore, rispose: «non corre tanto, ma se io voglio avere il gioco, la fantasia, dal primo minuto al novantesimo l'arte di capovolgere una situazione, tutto questo me lo può dare solo Rivera con i suoi lampi. Non vorrei esagerare, perché in fondo è soltanto football, ma Rivera in tutto questo è un genio». Rocco fu importante per la maturazione di Rivera, al punto che il calciatore arrivò a definirlo un «secondo padre» e ne portò il feretro ai funerali, nel 1979.

## Carriera

### Club

#### Alessandria

##### Le prime esperienze e l'approdo in Serie A
Con le giovanili dell'Alessandria Rivera partecipò al torneo Federati, mettendosi in mostra ed impressionando Silvio Piola che, recatosi a vedere una sua partita dichiarò: «alla sua età, le cose che sa fare lui nemmeno le sognavo».
Nell'aprile 1958 l'allenatore della prima squadra dei grigi, Franco Pedroni, decise di testarlo, schierandolo tra i titolari in un'amichevole contro la formazione svedese dell'AIK; Rivera, allora quattordicenne, superò la prova, segnando anche una rete, e nella stagione successiva fu introdotto nel giro della prima squadra, che disputava in quegli anni il massimo campionato nazionale. Martedì 2 giugno 1959 debuttò in A, in Alessandria-Internazionale 1-1: per poterlo schierare la società aveva dovuto richiedere un'autorizzazione alla Federazione, poiché non ancora sedicenne. La prestazione fu considerata sufficiente da Tuttosport: «nei confronti del coriaceo Invernizzi ha fatto parecchio, ed è riuscito a farsi ammirare per la finezza della sua tecnica, la precisione dei passaggi in profondità, la prontezza di tiro». È il terzo calciatore debuttante, nonché il secondo marcatore, più giovane in Serie A (la prima rete risale al 25 ottobre 1959, in Alessandria-Sampdoria 2-2).

L'Alessandria nella stagione 1959-1960; Rivera è in piedi, il quarto da sinistra

Fu sempre Pedroni, ex calciatore del Milan, a segnalarlo tempestivamente a Viani, che gli fece sostenere un positivo provino con Schiaffino a Linate. Nello stesso periodo Benito Lorenzi, ex calciatore dell'Internazionale, lo indicò ai dirigenti nerazzurri, ma Rivera era ormai destinato ai rossoneri, che ne acquisirono la comproprietà nel 1959, lasciandolo ancora una stagione ad Alessandria; il presidente Andrea Rizzoli dichiarò: «Ho speso un sacco di soldi per acquistare un ragazzino di cui sconosco persino il nome». Il fatto che la Juventus l'avesse rifiutato poiché troppo esile, riportato da diverse fonti, è stato smentito dallo stesso calciatore nel 2013.
La squadra grigia retrocesse in B, nonostante le sei reti di Rivera, che gli valsero la convocazione per le Olimpiadi del 1960 e il Premio De Martino come miglior giovane del campionato.
In giugno il Milan riscattò la metà del giovane calciatore per la considerevole cifra di 65 milioni di lire più Migliavacca e il prestito di Sergio Bettini. Giocò la sua ultima gara in maglia cinerina il 19 giugno 1960, in Coppa delle Alpi, contro il La Chaux-de-Fonds.

#### Milan

##### 1960-1963: l'ascesa internazionale

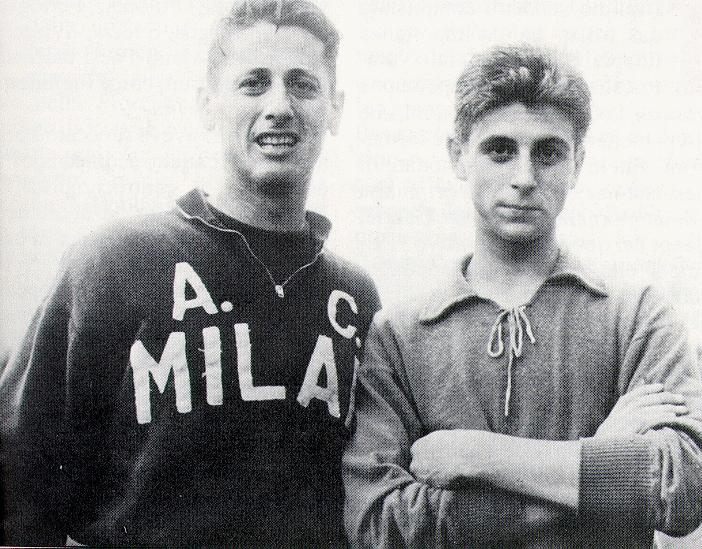
Rivera, a destra, assieme a Juan Alberto Schiaffino, nel 1959

Debuttò in rossonero il 18 settembre 1960, proprio ad Alessandria, in una gara di Coppa Italia vinta per 5-3 contro la sua ex squadra. La settimana successiva esordì in campionato, in Milan-Catania 3-0. Fu schierato inizialmente «in un ruolo di ala destra che non gli si addice»; racconta Tarozzi che l'allenatore Viani, pur accorgendosi «del fuoriclasse che ha tra le mani, non ne sfrutta appieno le doti», al punto che aumentò un certo scetticismo sul suo conto, malgrado le sei reti segnate (la prima a Torino, contro la Juventus campione) e il secondo posto finale. Riguardo a quel primo periodo Rivera dichiarò: «Non avevo ancora diciassette anni, avevo giocato nell'Alessandria che stava per retrocedere e poi avevo giocato alle Olimpiadi: ero così stanco, così stanco, e cascavo per niente. Così i giornalisti scrivevano che ero un bluff, e che ero buono soltanto da mettere in giardino, ed io soffrivo».
Nel 1961 Viani fu promosso direttore tecnico, mentre la carica di allenatore andò a Nereo Rocco; questi, restio ad affidarsi a calciatori giovani, chiese inizialmente d'intavolare una trattativa per uno scambio col mediano del Padova Rosa. Disse Rivera: «[con Rocco avevo giocato] l'estate precedente nell'Olimpica a Roma. Voleva che andassi altrove a farmi le ossa, ma quando Viani s'impose dicendo che proprio non se ne parlava, accettò e cominciò con me un rapporto da adulto, anche se anagraficamente ero ancora un ragazzo». 

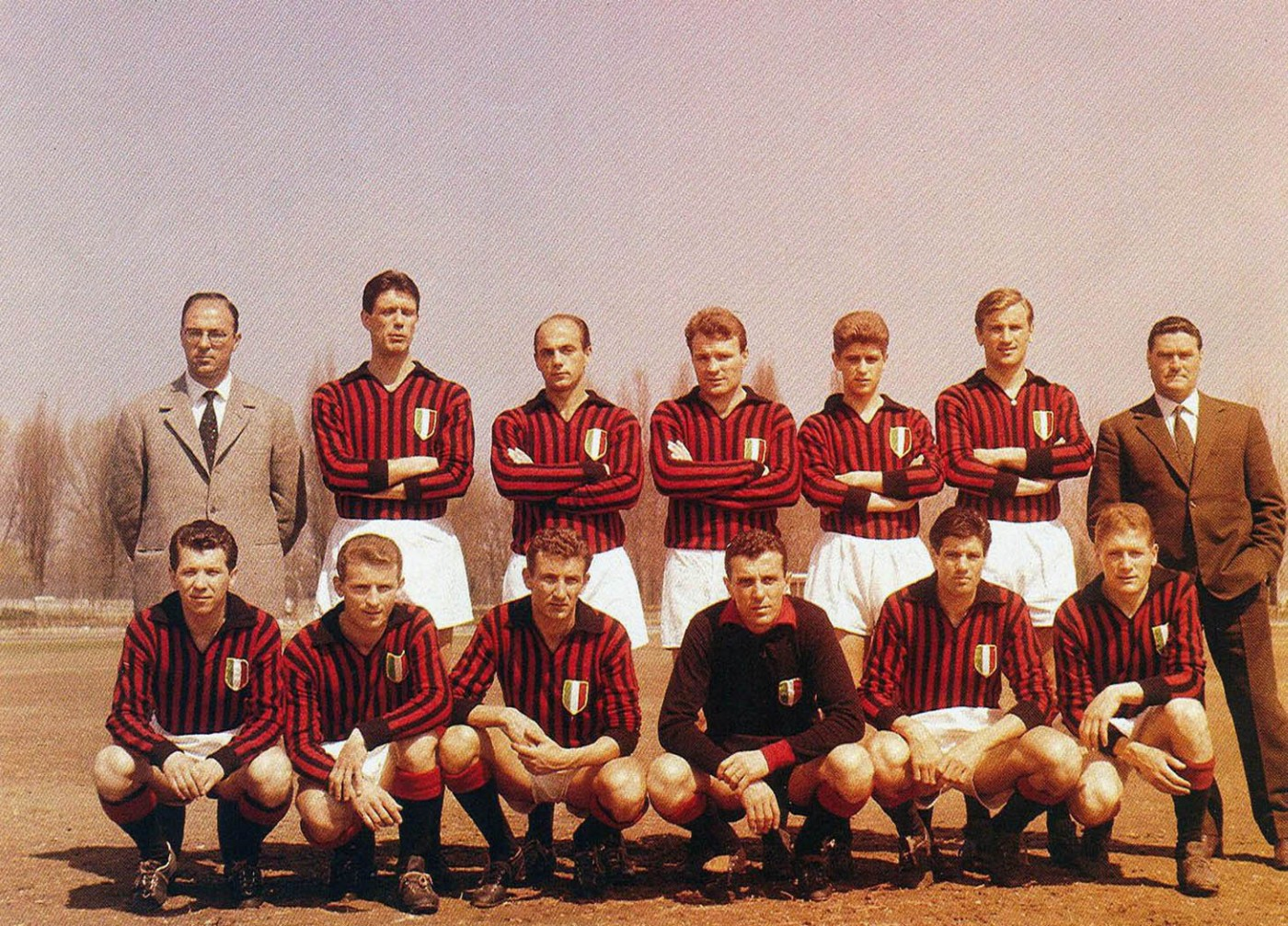
Il Milan nella foto celebrativa per la vittoria dello scudetto 1961-1962: Rivera è in piedi, terzo da destra

Nel campionato 1961-1962 Rivera si riscattò e risultò decisivo per la vittoria dello scudetto; collocato alle spalle degli attaccanti con compiti di regia, garantì all'ermetica squadra rossonera, adusa a difendersi «con uno schieramento agile e all'occorrenza massiccio», un efficace e spettacolare gioco offensivo fatto di «serpentine, passaggi al millimetro invenzioni, gol, il tutto con eleganza di stile e di tocco»; «in coppia con Dino Sani costituì un ideale trampolino di lancio per José Altafini».
A lanciarlo a livello internazionale furono le prime convocazioni nella nazionale maggiore, datate 1962, e la vittoria del Milan in Coppa dei Campioni nel 1963: i rossoneri rimontarono il Benfica andando a rete due volte, in contropiede, su rilanci di Rivera. Al termine di quell'anno risultò il secondo calciatore più votato all'elezione del Pallone d'oro 1963, dopo Lev Jašin.

##### 1963-1969: capitano del Milan e Pallone d'oro

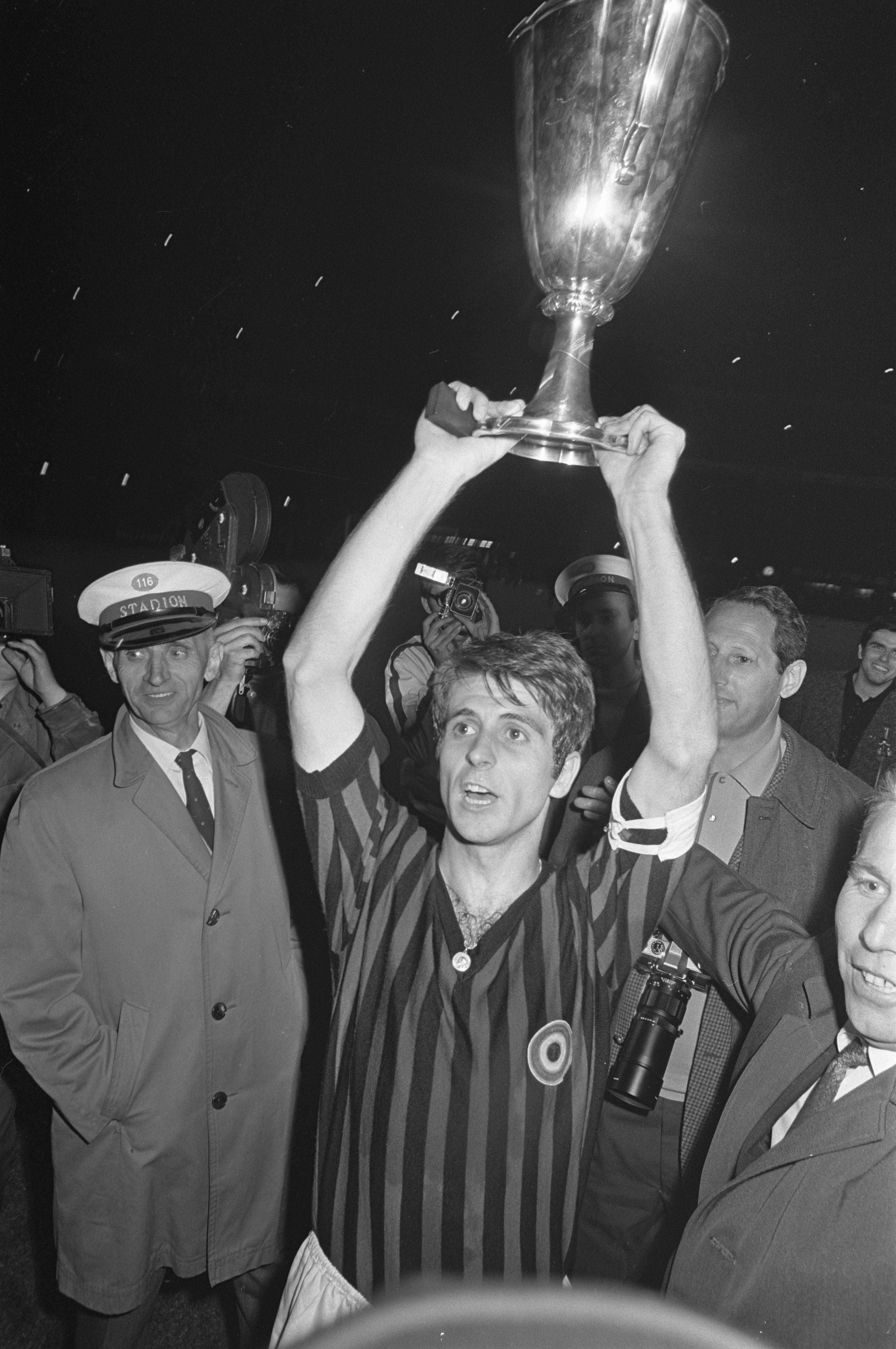
Rivera solleva la Coppa delle Coppe 1967-1968

Dopo la vittoria del 1963, il Milan andò indebolendosi per la fine della gestione di Rizzoli e per sconvolgimenti tattici comportati anche dal trasferimento di Rocco al Torino. In autunno i rossoneri persero la Coppa Intercontinentale contro il Santos; Rivera, infortunato, non prese parte alla sfida decisiva.
Nel 1964 partì Sani, e nacquero interrogativi sulla posizione di Rivera in campo; inizialmente Viani «era convinto» che «potesse sostituire il brasiliano. Gianni invece era di parere contrario e solo di malavoglia giocava a centrocampo»; fu dunque spostato all'ala destra, ma nemmeno questa volta «gradì l'iniziativa».
Nel campionato 1964-1965 la squadra perse lo scudetto lasciandosi rimontare sette punti dall'Inter e, tra il 1965 e il 1967, non andò oltre posizioni di metà classifica; racconta Tarozzi che in questa situazione Rivera seppe mantenere alti livelli: «anche nei momenti di sbandamento, anzi soprattutto in quei periodi difficili, diventa sempre più un uomo simbolo per il Milan, una specie di uomo della Provvidenza». Allo stesso tempo, anche in virtù delle vicende relative alla nazionale, erano tornate ad alimentarsi voci critiche sul suo conto: Rivera era accusato dalla critica «di non aver raggiunto, con il passare degli anni, una maturità atletica e una completezza tecnica quali era lecito attendersi considerando i suoi notevoli mezzi potenziali» e di «non aver saputo diventare l'uomo guida del Milan ed anzi di aver contribuito allo sbandamento della squadra rossonera». Nel 1966-1967 indossò per la prima volta la fascia di capitano (in Coppa Italia contro il Pisa) e segnò dodici reti, record personale fino a quel momento.

Foto celebrativa all'Arena Civica del Milan con la Coppa dei Campioni 1969; Rivera è in piedi, il terzo da destra

Nel 1967 divenne presidente il giovane Franco Carraro, che reingaggiò Rocco. Scrisse Ezio De Cesari che, «mentre tutti suggerivano di togliere Rivera, giocatore di lusso più che di sostanza, dal vivo della manovra rossonera, Rocco ha invece totalmente responsabilizzato il capitano rossonero, affidandogli il ruolo e la parte di unico uomo-guida». Rivera fu chiamato a sostenere un attacco formato da Hamrin, Sormani e dal giovane Pierino Prati, capocannoniere al debutto in A, con cui trovò un'ottima intesa. Al contempo segnò undici gol e contribuì in maniera decisiva alla vittoria dello scudetto 1967-1968. La critica ne sottolineò la maturazione e Annibale Frossi, all'indomani della vittoria del titolo, scrisse: «Ha offerto il suo apporto determinante sfruttando non solo le sue innate doti offensive, ma anche a centrocampo e in difesa, svolgendo compiti per lui un tempo innaturali».
L'anno successivo fu tra i protagonisti della finale di Coppa dei Campioni, vinta per 4-1 contro l'Ajax: «due gol, il secondo e il quarto, sono venuti dal suo inimitabile talento». Fu l'unico milanista, assieme a Giovanni Trapattoni, ad aver disputato entrambe le finali del 1963 e del 1969. In ottobre il Milan vinse anche l'Intercontinentale; Rivera segnò nella gara di ritorno, a Buenos Aires, ricordata per la violenta condotta dei calciatori dell'Estudiantes. 

Rivera mostra al pubblico di San Siro il Pallone d'oro di France Football vinto nel 1969.

Il 22 dicembre 1969 Rivera, allora ventiseienne, diventò il primo calciatore italiano non oriundo a essere premiato col Pallone d'Oro: batté il secondo classificato, Gigi Riva, per quattro voti. Il presidente della giuria, il giornalista di France Football Max Urbini, motivò l'assegnazione dichiarando: «il riconoscimento premia il talento calcistico allo stato puro. Rivera è un grande artista che onora il football».

##### 1970-1975: i secondi posti in campionato e il primo addio al calcio
Gli anni successivi furono più turbolenti: alla controversa esperienza nel campionato del mondo 1970 seguirono tre secondi posti in campionato. Nel marzo del 1972 pesanti insinuazioni sul selezionatore arbitrale Giulio Campanati costarono a Rivera tre mesi e mezzo di squalifica; nell'aprile 1973, durante il campionato ricordato come quello della «fatal Verona» per la sconfitta finale allo Stadio Bentegodi che costò ai rossoneri il titolo, si ripeté attaccando, dopo una gara contro la Lazio, l'arbitro Concetto Lo Bello. In quella stessa stagione il Milan vinse comunque la Coppa delle Coppe e la Coppa Italia. Rivera si laureò capocannoniere con 17 reti assieme ai centravanti Pulici e Savoldi: era dalla stagione 1946-1947, quando aveva primeggiato Valentino Mazzola, che un centrocampista non conquistava quel particolare merito.

Rivera, negli spogliatoi di San Siro, stringe in mano la Coppa Italia del 1976-1977

A partire dalla stagione 1973-1974 s'incrinò il rapporto con il presidente del Milan Albino Buticchi: l'allontanamento di Rocco, avvenuto nel corso del girone di ritorno, lasciò Rivera «sconvolto». La situazione si aggravò l'anno seguente, quando il giocatore si ribellò al proprietario, che aveva espresso il desiderio di cederlo al Torino in cambio di Claudio Sala, ed entrò in conflitto col nuovo allenatore Gustavo Giagnoni. Nel maggio 1975 Rivera arrivò ad annunciare il proprio ritiro dall'attività agonistica e poi addirittura a rilevare la società nel settembre successivo per interposta persona. Con Rocco nuovamente in panchina e una proprietà a lui congeniale, ritornò al calcio giocato nel novembre 1975.

##### 1975-1979: l'ultimo titolo e il ritiro definitivo
L'allontanamento di Buticchi ebbe conseguenze sulla stabilità della società, che vide succedersi diversi presidenti e progetti sportivi non riusciti; il Milan arrivò a rischiare la retrocessione in Serie B nel 1976-1977, quando il giovane allenatore Giuseppe Marchioro tentò d'introdurre il 4-4-2 e la difesa a zona. Rivera andò a far parte con Fabio Capello di un difettoso centrocampo centrale: rileva Chiesa che i due, ultratrentenni e poco rapidi, venivano facilmente sopraffatti dagli avversari. Al termine della stagione Rivera alzò la sua terza Coppa Italia, vinta dopo un derby e col subentrato Rocco ancora una volta in panchina.
Trentaseienne, Rivera, pur fiaccato da «acciacchi di ogni genere», partecipò alla vittoria del decimo scudetto milanista, nella stagione 1978-1979; l'allenatore Nils Liedholm lo riportò sulla trequarti, alternandolo forzatamente con Roberto Antonelli a causa di un infortunio che lo tenne lontano dai campi da gioco per quasi metà campionato. Il titolo fu vinto inaspettatamente, «contro le previsioni generali e non disponendo di mezzi tecnici superiori»; dichiarò Rivera: «Potevano vincerlo il Torino o il Perugia, quel campionato. Non avevamo una grandissima squadra, ma un gruppo di giocatori continuo. Vincemmo senza centravanti». Rivera celebrò le 500 presenze in Serie A col Milan nel giorno della partita decisiva, contro il Bologna, e contribuì con un numero considerevole di assist: l'intesa con Aldo Maldera, che era solito inserirsi in attacco, aveva garantito a quest'ultimo diciassette gol in due anni, cifra notevole per un terzino.

Il Milan campione d'Italia 1978-1979. Per Rivera, in piedi e al centro, fu l'ultima stagione prima dell'addio al calcio giocato

Al termine di quella stagione, e dopo una breve tournée sudamericana, durante la quale Rivera subì le uniche due espulsioni in carriera, si ritirò, con conferenza stampa, il 20 giugno 1979: «non mi reggevano più le gambe e non volevo finire in ginocchio nel corso di una partita»; l'ultima partita ufficiale fu Lazio-Milan 1-1 del 13 maggio 1979, sua 501ª presenza in Serie A.

### Nazionale
Rivera debuttò con la maglia della nazionale giovanile il 9 marzo 1960, in una gara amichevole contro la Svizzera; la partita, che anticipava di pochi mesi le Olimpiadi di Roma, terminò 4-1. Rivera impressionò favorevolmente e segnò due reti, come l'altro esordiente Bulgarelli.
Disputò altre otto partite (tra cui quelle olimpiche) e ancora un'altra nella formazione B prima di debuttare ufficialmente con la nazionale il 13 maggio 1962, a 18 anni, in un'amichevole contro il Belgio, vinta a Bruxelles per 3-1. Collezionò in totale 60 presenze, quattro delle quali da capitano.

Il gol di Rivera in Italia-Polonia (6-1) del 1º novembre 1965 a Roma, valevole per le qualificazioni al.

Il suo rapporto con la nazionale fu turbolento; al campionato del mondo 1962 disputò solamente la partita inaugurale contro la Germania Ovest. Con l'avvento di Edmondo Fabbri come commissario unico e la messa in disparte degli oriundi giocò con più regolarità, «quasi ininterrottamente», «nei ruoli di mezzala, prevalentemente sinistra»; per Enzo Sasso «fornì il suo capolavoro a Milano contro il Brasile [12 maggio 1963]» ed ebbe «una prodigiosa impennata a Roma contro la Polonia, subito soffocata da una ventata di violentissime polemiche culminate nel dualismo con Corso e nella brutta partita di Parigi [19 marzo 1966]». Dopo la partita con la Polonia si era «ribellato al catenaccio» con «dichiarazioni vivaci e violente» che per la stampa «deliberatamente costrinsero Fabbri a schierarsi contro quel modulo di gioco»; al campionato del mondo 1966 la nazionale incappò nella storica sconfitta contro la Corea del Nord e Rivera, rientrando marginalmente nelle tattiche impostate dal successore di Fabbri, Ferruccio Valcareggi, giocò con meno regolarità: infortunato, non disputò la finale del vittorioso campionato d'Europa 1968.
Al campionato del mondo 1970 risale un celebre dualismo con Sandro Mazzola, che caratterizzò il percorso della spedizione azzurra e che culminò nel suo tardivo ingresso in finale, giunto a sei minuti dal termine quando il risultato era ormai favorevole al Brasile. Rivera era stato peraltro uno dei protagonisti della storica semifinale contro la Germania Ovest, terminata ai tempi supplementari e ricordata dai media come "Partita del secolo": responsabile del gol del 3-3 tedesco per non aver coperto adeguatamente il palo, segnò dopo appena 66" il definitivo 4-3 dopo una veloce azione corale. Dell'errore sul 3-3 ricordò: «Potevo prenderla solo con le mani, è vietato, ho provato con le anche, è andata male, è stato un contropiede involontario, poi sono ripartito per un contropiede volontario e ho segnato».

Rivera ricevuto dal Presidente della Repubblica Giuseppe Saragat in occasione della vittoria al campionato europeo nel 1968 coi compagni di squadra Prati, Riva e Anastasi

Il 14 novembre 1973 Rivera prese parte alla prima vittoria degli azzurri in casa dell'Inghilterra; l'anno successivo disputò la sua ultima gara in nazionale, al campionato del mondo 1974, contro l'Argentina, venendo nuovamente escluso da Valcareggi nello scontro poi decisivo per l'eliminazione contro la Polonia.

### Controversie

#### Il rapporto con la stampa
Lo storico inglese John Foot ha scritto che Rivera «non fu mai universalmente amato, e fu oggetto di una delle campagne giornalistiche a sfavore più intense nella storia dello sport»; dopo la consegna del Pallone d'Oro lo stesso calciatore commentò: «evidentemente i giornalisti francesi non leggono certi giornali italiani». Nel 1972, in un'intervista alla Stampa dichiarò: «ogni partita per me è un esame, sono quindici anni che continuo a sostenere esami, e sono piuttosto stufo: non mi promuovono mai del tutto, c'è sempre chi ha delle riserve».

Rivera intervistato da Beppe Viola nel 1977, al termine della vittoriosa finale di Coppa Italia.

Angelo Rovelli ricordò che Rivera «per genuina inclinazione si dichiarava ostile al calcio difensivo in tempi che ancora onoravano il catenaccio», un modulo di gioco che «lo avrebbe sacrificato all'ala destra o magari a centrocampo», dove aveva spesso mostrato i suoi limiti». Anche per questo polemizzò platealmente, nel 1965, dopo una partita dell'Italia, con il difensore Armando Picchi; attorno a lui si divise perciò la critica. Detrattore del suo stile fu Gianni Brera che, scettico sul suo conto sin dalla militanza nell'Alessandria, gli attribuì l'ironico soprannome di origine letteraria di "Abatino", inserendolo in una categoria di centrocampisti «molto dotati sul piano stilistico per quanto deficitari di qualità agonistico-atletiche» e che scrisse: «Penso che Rivera sia un grandissimo stilista, molto intelligente e, come tale, in grado sempre di intuire quale sia la situazione migliore per sé. Non sa correre, non è un podista, altrimenti sarebbe un grandissimo interno. Invece lui per me è un mezzo grande giocatore». Secondo Foot, peraltro, «furono in molti ad attribuire la disfatta contro la Corea al Golden Boy» e Brera accusò «in sostanza Rivera per l'eliminazione dell'Italia, non tanto per le prestazioni del milanista, quanto per la sua influenza sul tipo di gioco adottato dagli azzurri» e dal commissario tecnico Fabbri per andare incontro alle sue esigenze; è comunque lo stesso storico a precisare che i giudizi del giornalista «venivano enfatizzati per vendere più copie» dei quotidiani e che lo stesso in un'occasione dichiarò: «io fingo di maltrattare coloro per i quali stravedo». Tra i suoi difensori vi fu Enzo Sasso, che sul Corriere dello Sport scrisse «si pretende da lui il massimo e quello che si perdona ad un Corso o ad un Bulgarelli non si perdona a Rivera; non gli si perdona niente, ecco la verità. Si fruga nella sua vita privata, lo si fa apparire come un piantagrane, si specula sulla sua non elevata prestanza fisica. In poche parole si fa l'impossibile per distruggerlo moralmente».
In più occasioni Rivera denunciò le ingerenze della stampa nelle vicende della nazionale azzurra. Spiegò nel 2003: «il mio rapporto con la Nazionale è stato abbastanza complicato [perché] quando giocavo io la Federazione seguiva una linea politica imposta dai giornali più influenti [...] La formazione della Nazionale era fatta da una "cupola" giornalistica che aveva a capo Gualtiero Zanetti, il direttore della Gazzetta dello Sport»; «il Milan allora non aveva peso politico, non aveva rapporti con questa struttura»; «queste ingerenze mi sono sempre sembrate fuori luogo e non l'ho mai nascosto. Ma Zanetti era un vero "Federale", e uso il termine come si usava nel Ventennio: diciamo che non gradiva il dissenso. E me l'ha fatta pagare finché ha potuto». Questa tensione tra Rivera e la stampa raggiunse l'apice durante i Mondiali del 1970.

#### I Mondiali del 1970 e la "staffetta" con Mazzola

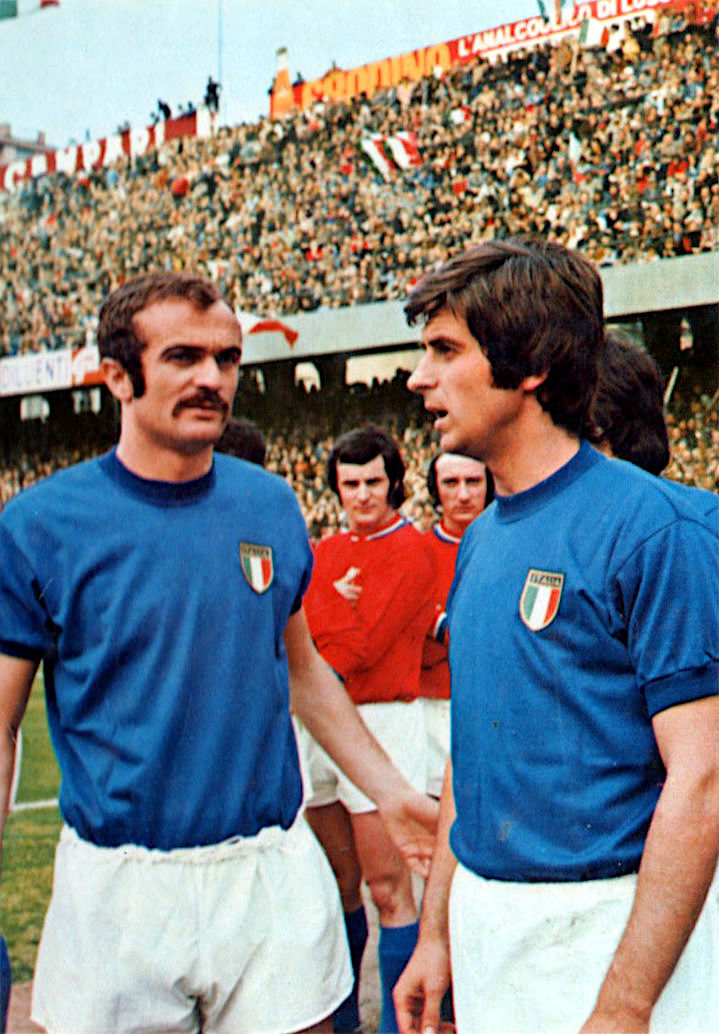
Rivera in maglia azzurra, negli anni 1970, assieme a Sandro Mazzola, con cui diede vita alla famosa "staffetta" voluta dal commissario tecnico Ferruccio Valcareggi

In occasione dei Mondiali messicani del 1970, la critica tornò a dividersi su Rivera; si espresse Brera: «Come l'effigie di Garibaldi non basta a vincere le battaglie, così impostare la squadra sui beniamini delle mamme non basta a vincere le partite». Ha scritto Carlo Caliceti che «per i difensivisti la Nazionale non poteva prescindere dal lavoro di cucitura di Sandro Mazzola» tra difesa e attacco; di quest'idea era, secondo Rivera, anche il capodelegazione FIGC Walter Mandelli, il quale avrebbe fatto pressioni sul commissario tecnico Valcareggi per non schierare il milanista tra i titolari. Escluso il suo gregario Lodetti dai convocati e compreso che avrebbe saltato la prima partita contro la Svezia, Rivera ricevette i giornalisti e si sfogò. «Può darsi mi abbiano messo apposta in questa condizione, - dichiarò - non facendomi giocare fra i titolari nella partita di mercoledì per provocarmi, per farmi parlare e giustificare la mia esclusione con i motivi disciplinari. Ma non è questo il modo di agire, preferisco che le cose mi vengano dette in faccia». La circostanza secondo cui sia stato convinto da Rocco e da Artemio Franchi, chiamati in Messico a mediare, a non abbandonare il ritiro è stata smentita dallo stesso Rivera: «Vi era il pericolo che potessero loro mandarmi via, che è un'altra cosa. Ma io non avevo mai pensato di chiedere di tornare in Italia».
Poiché indisposto, non partì tra i titolari neppure nelle successive due gare contro Uruguay e Israele, terminate 0-0. La sterilità offensiva indusse finalmente Valcareggi a tentare la cosiddetta "staffetta", le cui motivazioni tattiche sono state spiegate da Mario Sconcerti: «Valcareggi ha dieci ruoli rigidamente assegnati, dieci titolari inamovibili più due fuoriclasse per un unico ruolo. Sandro Mazzola e Gianni Rivera sono diversi e simili, uno più offensivo, l'altro più rotondo, più giocatore, ma [...] pesano sulla squadra come terzi attaccanti. Non solo la loro presenza va coperta a centrocampo, ma è impossibile possano giocare insieme. [...] Valcareggi sceglie la staffetta, fa giocare un tempo a Mazzola e uno a Rivera. [...] Avere due giocatori del genere che si interscambiano crea sul campo problemi agli avversari. È una soluzione storta, ma regge». Anche i calciatori finirono per dividersi: il blocco difensivo, composto peraltro da calciatori dell'Inter, premeva per Mazzola che gli garantiva un lavoro meno gravoso in copertura, gli attaccanti Riva e Boninsegna per il milanista, migliore in rifinitura. Poiché la semifinale contro la Germania Ovest aveva «mostrato che la presenza di Rivera allungava pericolosamente la squadra», Valcareggi optò per Mazzola in finale, annullando la staffetta e inserendo Rivera all'84', al posto dell'attaccante Boninsegna, a gara ormai compromessa; il commissario tecnico tentò di giustificarsi: «Ho rinviato di minuto in minuto l'inserimento di Rivera perché avevo non solo Bertini con un leggero stiramento inguinale, ma anche Cera che stava male, e mi sembrava mancasse più tempo alla fine». Da questo, per Foot, «derivò l'ostile accoglienza tributata alla squadra» al ritorno in Patria, «con molti tifosi che esposero striscioni con la scritta: "Viva Rivera"».

#### Le polemiche con la classe arbitrale
Il 12 marzo 1972, all'86' di Cagliari-Milan, il rossonero Anquilletti intercettò in area con un braccio un tentativo di pallonetto di Riva; l'arbitro Michelotti giudicò l'intervento volontario e concesse ai sardi un calcio di rigore che fissò il risultato sul 2-1. Dopo la partita Rivera attaccò platealmente la classe arbitrale, contestando l'arbitraggio, chiamando in causa il presidente dell'Associazione Italiana Arbitri Campanati («La logica è che dovevamo perdere il campionato. Finché dura Campanati, non c'è niente da fare, scudetti non ne vinciamo [...] è il terzo campionato che ci fregano in questo modo») e criticando la scelta di aver premiato, prima di Juventus-Milan del 20 febbraio, Concetto Lo Bello per aver raggiunto la cifra di 300 gare dirette in A («A Torino hanno premiato l'arbitro prima che iniziasse la partita, hanno fatto la festa»). Contestò anche il comportamento dello stesso Lo Bello, che durante un'intervista televisiva aveva ammesso di aver sbagliato non assegnando, in quella stessa gara, un rigore al Milan («ci hanno preso in giro a metà con l'autocritica di Lo Bello»).

Il Milan del 1971-1972; Rivera è al centro, alla destra del paròn Nereo Rocco. Sul finire di quella stagione, per le sue accuse all'integrità della classe arbitrale, al giocatore venne comminata una pesante squalifica

Nei giorni successivi alle dichiarazioni, Rivera tentò una «marcia indietro»: «il giocatore del Milan ha smussato la durezza delle proprie accuse precisando di non aver voluto tacciare di disonestà gli arbitri, ma di avere voluto soltanto denunciare l'incapacità» di Campanati e Michelotti. Scattò comunque un'inchiesta da parte della Commissione Disciplinare della FIGC, che in aprile squalificò il calciatore fino al 30 giugno 1972. Nel 2013 Rivera dichiarò dell'episodio: «Avvertivamo ostilità nei nostri confronti. E visto che i dirigenti non intervenivano, a Cagliari fui io a uscire allo scoperto. Sbagliando, perché per lanciare delle accuse devi avere le prove». Nel 1973 Rivera subì una squalifica di quattro giornate (poi ridotte a due) per aver nuovamente criticato con «espressioni lesive» l'operato di Lo Bello dopo una gara contro la Lazio. Malgrado questi contrasti con i direttori di gara, Rivera non è mai stato espulso, nel corso di tutta la sua carriera, in gare di campionato.

#### I dissidi con Buticchi e l'acquisto del Milan
Nel 1975 Rivera entrò in conflitto col presidente del Milan Albino Buticchi: «Avevamo un ottimo rapporto personale, facevamo addirittura le vacanze assieme. Poi non so che cosa sia accaduto. Ha trovato un allenatore [Gustavo Giagnoni] convinto che io fossi arrivato al capolinea e si è fatto condizionare. Io ho opposto resistenza perché non mi aspettavo una cosa del genere e poi tutto è stato gestito male. Era comunque evidente la volontà di cedermi».
In effetti Buticchi tentò di cedere Rivera alla Fiorentina per Giancarlo Antognoni, e dichiarò al Corriere della Sera il 19 aprile 1975 che se avesse potuto lo avrebbe scambiato «volentieri con Claudio Sala del Torino». Rivera non si presentò agli allenamenti, Giagnoni lo mise fuori squadra e il capitano milanista annunciò il ritiro, per poi convincere l'imprenditore siderurgico Vittorio Duina a rilevare la società per lui. Le pressioni della tifoseria milanista, schierata dalla parte del calciatore, spinsero infine Buticchi a cedere la società al termine dell'estate; la conseguenza principale di questi eventi, secondo Sergio Taccone, fu un «regresso dirigenziale rossonero»: «per molti conoscitori di vicende rossonere fu l'inizio di una lunga crisi societaria che avrebbe portato la squadra, dopo la conquista della stella, alla doppia discesa nel purgatorio della cadetteria».

## Dopo il ritiro

### Carriera dirigenziale

#### Milan
Lo stesso giorno del ritiro di Rivera da calciatore, il presidente del Milan Felice Colombo ne annunciò la nomina a vicepresidente, ruolo che mantenne fino al 1986. Il periodo non fu fortunato per il club rossonero, poiché già a partire dall'addio di Buticchi si erano succedute «gestioni all'insegna del pressappochismo e dell'improvvisazione», secondo le parole di Sergio Taccone; i risultati ottenuti da Rivera nel ruolo di vicepresidente sono perciò considerati «di gran lunga inferiori rispetto a quelli ottenuti da calciatore».
Nella stagione 1979-1980 il Milan venne prematuramente eliminato dalla Coppa dei Campioni; inoltre, allo scoppio dello scandalo denominato "Totonero", il presidente Colombo rimase coinvolto in prima persona e la squadra rossonera fu retrocessa per la prima volta in Serie B per giudizio sportivo. Al ritorno in A, nel 1981, con Rivera formalmente al comando per l'inibizione del proprietario, seguì un'inopinata retrocessione sul campo.

Rivera, vicepresidente del Milan, accoglie in sede il neoacquisto Ray Wilkins nel maggio 1984.

Rivera mantenne la vicepresidenza con l'arrivo di Giuseppe Farina, nel 1982; la squadra risalì in Serie A, ma finì in dissesto economico e venne rilevata da Silvio Berlusconi, suo futuro avversario politico, nel 1986, a un passo dal fallimento. L'ex capitano rossonero rimase in società ancora per un breve periodo, per poi lasciare irrevocabilmente la carica a ventisei anni dall'arrivo al Milan: «Volevo essere parte integrante della società a cui avevo dedicato quasi tutta la mia carriera. Quando atterrò Berlusconi, mi fecero capire che per me non c'era più spazio, e cambiai mestiere». Nella stagione 1985-86 diede il nome a un marchio sportivo che fu sponsor tecnico del Milan.

#### FIGC
Nel 2010 fu chiamato dal presidente Giancarlo Abete come presidente del Settore Giovanile e Scolastico della FIGC; successe all'ex compagno di squadra Massimo Giacomini. In questo ruolo introdusse l'autoarbitraggio nelle partite dei Pulcini, con l'«idea di insegnare già ai bambini il rispetto delle regole». Nel 2013 passò alla guida del Settore Tecnico di Coverciano.
Il 23 ottobre 2017, a 74 anni, iniziò il corso allenatori per il conseguimento del patentino UEFA A (nello stesso anno ottenne il livello B con il corso tenuto a Rebibbia). Dopo aver seguito le 192 ore di lezione, il 16 gennaio 2018 sostenne gli esami finali per l'abilitazione da allenatore professionista. Con tale patentino potenzialmente può guidare tutte le squadre giovanili, comprese le formazioni Primavera, e le prime squadre fino alla Serie C inclusa oltre a poter essere tesserato come allenatore in seconda sia in Serie B che in A.
Il 25 settembre 2019, Rivera consegue il patentino da allenatore UEFA Pro, venendo quindi abilitato ad allenare anche le squadre delle massime serie europee.

### Carriera politica

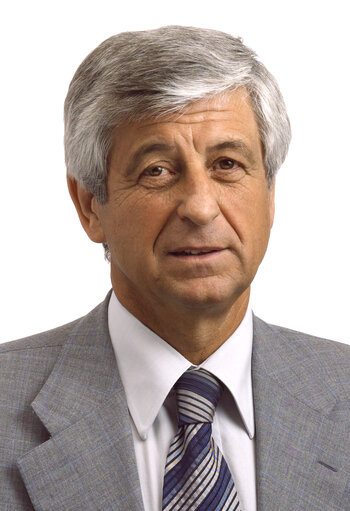
Gianni Rivera al Parlamento europeo

Nel 1987 Rivera ricevette la proposta, da parte di Giovanni Goria e di Bruno Tabacci, di candidarsi alla Camera dei deputati per le elezioni politiche di quell'anno, nelle file della Democrazia Cristiana. Risultò eletto per la circoscrizione Milano-Pavia, venendo riconfermato nella successiva tornata elettorale (1992). Fu rieletto ancora nel 1994 nella lista del Patto Segni (cui aveva aderito dopo lo scioglimento della DC) in Puglia, e nel 1996 per la lista uninominale dell'Ulivo nel collegio Novi-Tortona.
Nel corso della legislatura aveva lasciato il movimento di Segni dapprima per Rinnovamento Italiano e poi per i Democratici di Romano Prodi e Arturo Parisi, coi quali confluì in seguito nella Margherita.
È stato sottosegretario di Stato al Ministero della difesa nei governi Prodi I, D'Alema I, D'Alema II e Amato II.
Alle elezioni politiche del 2001 viene ricandidato alla Camera nel collegio elettorale di Milano 1, avendo come avversario il leader dalla coalizione di centro-destra Casa delle Libertà, nonché presidente del Milan Silvio Berlusconi, non risultando eletto: accettò dunque la proposta di consigliere per le politiche sportive del Comune di Roma.
Nel 2005 subentrò a Mercedes Bresso, eletta presidente della Regione Piemonte, come europarlamentare, a cui era stato candidato alle elezioni del 2004 per la lista di Uniti nell'Ulivo ricevendo in Nord-Ovest 45.000 preferenze. Fece parte del gruppo dei Non iscritti, per aderire poi nel 2008 al movimento politico centrista Rosa per l'Italia.
Alle elezioni europee del 2009 si ricandida al Parlamento europeo, tra le liste dell'Unione di Centro nella circoscrizione Italia centrale ricevendo 7.600 preferenze, che però non sono sufficienti a essere rieletto.
In occasione delle elezioni amministrative del 2011 sostenne a Milano il candidato sindaco di centro-destra Letizia Moratti, presentandosi come capolista della lista "Unione Italiana-Librandi", ottenendo tuttavia solo 20 preferenze.
Nel 2013 si è candidato infine alle elezioni politiche per il Senato nelle liste del Centro Democratico di Bruno Tabacci; il risultato del partito in Emilia-Romagna e Friuli-Venezia Giulia non gli ha consentito di ottenere un seggio all'assemblea di Palazzo Madama.
Dal 2022 è vicino a "Vita", partito dell'ex-deputata Sara Cunial, che ha sostenuto in occasione delle elezioni politiche di quell'anno.

### Altre controversie
Nel novembre 2012, intervenendo al convegno Il calcio tra regole, lealtà sportiva ed interessi (criminali?), l'ex capitano del Napoli Antonio Juliano dichiarò che, prima di Napoli-Milan del campionato 1977-1978, ultima giornata, si accordò con Rivera affinché la partita terminasse in parità, risultato che avrebbe garantito ad entrambe le squadre la qualificazione alla Coppa UEFA; la gara terminò 1-1. Rivera dichiarò successivamente di non ricordare l'episodio specifico.
Nel giugno 2021 ha dichiarato, durante una puntata del talk show politico Porta a Porta, la propria indisponibilità a sottoporsi al vaccino anti COVID-19, nel timore di eventuali reazioni letali derivanti dalla somministrazione; le sue frasi e la successiva reprimenda del conduttore Bruno Vespa sono state riprese dalla stampa.

## Statistiche

### Presenze e reti nei club
Fonte: MagliaRossonera.it
| Stagione           | Squadra            | Campionato         | Campionato | Campionato | Coppe nazionali | Coppe nazionali | Coppe nazionali | Coppe continentali | Coppe continentali | Coppe continentali | Altre coppe | Altre coppe | Altre coppe | Totale | Totale |
| Stagione           | Squadra            | Comp               | Pres       | Reti       | Comp            | Pres            | Reti            | Comp               | Pres               | Reti               | Comp        | Pres        | Reti        | Pres   | Reti   |
| ------------------ | ------------------ | ------------------ | ---------- | ---------- | --------------- | --------------- | --------------- | ------------------ | ------------------ | ------------------ | ----------- | ----------- | ----------- | ------ | ------ |
| 1958-1959          | Alessandria        | A                  | 1          | 0          | CI              | 0               | 0               | -                  | -                  | -                  | -           | -           | -           | 1      | 0      |
| 1959-1960          | Alessandria        | A                  | 25         | 6          | CI              | 0               | 0               | -                  | -                  | -                  | -           | -           | -           | 25     | 6      |
| Totale Alessandria | Totale Alessandria | Totale Alessandria | 26         | 6          |                 | 0               | 0               |                    | -                  | -                  |             | -           | -           | 26     | 6      |
| 1960-1961          | Milan              | A                  | 30         | 6          | CI              | 1               | 0               | -                  | -                  | -                  | CA          | 2           | 0           | 33     | 6      |
| 1961-1962          | Milan              | A                  | 27         | 10         | CI              | 1               | 0               | CdF                | 2                  | 0                  | CA          | 0           | 0           | 30     | 10     |
| 1962-1963          | Milan              | A                  | 27         | 9          | CI              | 0               | 0               | CC                 | 7                  | 2                  | CA          | 0           | 0           | 34     | 11     |
| 1963-1964          | Milan              | A                  | 27         | 7          | CI              | 1               | 0               | CC                 | 2                  | 1                  | CInt        | 2           | 0           | 32     | 8      |
| 1964-1965          | Milan              | A                  | 29         | 2          | CI              | 0               | 0               | CdF                | 0                  | 0                  | -           | -           | -           | 29     | 2      |
| 1965-1966          | Milan              | A                  | 31         | 7          | CI              | 1               | 0               | CdF                | 4                  | 1                  | -           | -           | -           | 36     | 8      |
| 1966-1967          | Milan              | A                  | 34         | 12         | CI              | 6               | 7               | CM                 | 2                  | 0                  | CdA         | 1           | 0           | 43     | 19     |
| 1967-1968          | Milan              | A                  | 29         | 11         | CI              | 5               | 3               | CdC                | 10                 | 1                  | -           | -           | -           | 44     | 15     |
| 1968-1969          | Milan              | A                  | 28         | 3          | CI              | 4               | 1               | CC                 | 7                  | 2                  | -           | -           | -           | 39     | 6      |
| 1969-1970          | Milan              | A                  | 25         | 8          | CI              | 3               | 1               | CC                 | 3                  | 2                  | CInt        | 2           | 1           | 33     | 12     |
| 1970-1971          | Milan              | A                  | 26         | 6          | CI              | 10              | 7               | -                  | -                  | -                  | -           | -           | -           | 36     | 13     |
| 1971-1972          | Milan              | A                  | 23         | 3          | CI              | 6               | 2               | CU                 | 8                  | 4                  | -           | -           | -           | 37     | 9      |
| 1972-1973          | Milan              | A                  | 28         | 17         | CI              | 6               | 3               | CdC                | 9                  | 0                  | -           | -           | -           | 43     | 20     |
| 1973-1974          | Milan              | A                  | 26         | 6          | CI              | 5               | 1               | CdC                | 6                  | 0                  | SU          | 2           | 0           | 39     | 7      |
| 1974-1975          | Milan              | A                  | 27         | 3          | CI              | 4               | 0               | -                  | -                  | -                  | -           | -           | -           | 31     | 3      |
| 1975-1976          | Milan              | A                  | 14         | 1          | CI              | 5               | 1               | CU                 | 3                  | 0                  | -           | -           | -           | 22     | 2      |
| 1976-1977          | Milan              | A                  | 27         | 4          | CI              | 7               | 0               | CU                 | 5                  | 0                  | -           | -           | -           | 39     | 4      |
| 1977-1978          | Milan              | A                  | 30         | 6          | CI              | 5               | 1               | CdC                | 1                  | 0                  | -           | -           | -           | 36     | 7      |
| 1978-1979          | Milan              | A                  | 13         | 1          | CI              | 4               | 1               | CU                 | 5                  | 0                  | -           | -           | -           | 22     | 2      |
| Totale Milan       | Totale Milan       | Totale Milan       | 501        | 122        |                 | 74              | 28              |                    | 74                 | 13                 |             | 9           | 1           | 658    | 164    |
| Totale carriera    | Totale carriera    | Totale carriera    | 527        | 128        |                 | 74              | 28              |                    | 74                 | 13                 |             | 9           | 1           | 684    | 170    |

### Cronologia presenze e reti in nazionale
| Cronologia completa delle presenze e delle reti in nazionale ― Italia | Cronologia completa delle presenze e delle reti in nazionale ― Italia | Cronologia completa delle presenze e delle reti in nazionale ― Italia | Cronologia completa delle presenze e delle reti in nazionale ― Italia | Cronologia completa delle presenze e delle reti in nazionale ― Italia | Cronologia completa delle presenze e delle reti in nazionale ― Italia | Cronologia completa delle presenze e delle reti in nazionale ― Italia | Cronologia completa delle presenze e delle reti in nazionale ― Italia |
| Data                                                                  | Città                                                                 | In casa                                                               | Risultato                                                             | Ospiti                                                                | Competizione                                                          | Reti                                                                  | Note                                                                  |
| --------------------------------------------------------------------- | --------------------------------------------------------------------- | --------------------------------------------------------------------- | --------------------------------------------------------------------- | --------------------------------------------------------------------- | --------------------------------------------------------------------- | --------------------------------------------------------------------- | --------------------------------------------------------------------- |
| 13-5-1962                                                             | Bruxelles                                                             | Belgio                                                                | 1 – 3                                                                 | Italia                                                                | Amichevole                                                            | -                                                                     |                                                                       |
| 31-5-1962                                                             | Santiago del Cile                                                     | Italia                                                                | 0 – 0                                                                 | Germania Ovest                                                        | Mondiali 1962 - 1º turno                                              | -                                                                     |                                                                       |
| 11-11-1962                                                            | Vienna                                                                | Austria                                                               | 1 – 2                                                                 | Italia                                                                | Amichevole                                                            | -                                                                     | 35’                                                                   |
| 2-12-1962                                                             | Bologna                                                               | Italia                                                                | 6 – 0                                                                 | Turchia                                                               | Qual. Euro 1964                                                       | 2                                                                     |                                                                       |
| 12-5-1963                                                             | Milano                                                                | Italia                                                                | 3 – 0                                                                 | Brasile                                                               | Amichevole                                                            | -                                                                     |                                                                       |
| 9-6-1963                                                              | Vienna                                                                | Austria                                                               | 0 – 1                                                                 | Italia                                                                | Amichevole                                                            | -                                                                     |                                                                       |
| 13-10-1963                                                            | Mosca                                                                 | Unione Sovietica                                                      | 2 – 0                                                                 | Italia                                                                | Qual. Euro 1964                                                       | -                                                                     |                                                                       |
| 10-11-1963                                                            | Roma                                                                  | Italia                                                                | 1 – 1                                                                 | Unione Sovietica                                                      | Qual. Euro 1964                                                       | 1                                                                     |                                                                       |
| 14-12-1963                                                            | Torino                                                                | Italia                                                                | 1 – 0                                                                 | Austria                                                               | Amichevole                                                            | 1                                                                     |                                                                       |
| 11-4-1964                                                             | Firenze                                                               | Italia                                                                | 0 – 0                                                                 | Cecoslovacchia                                                        | Amichevole                                                            | -                                                                     |                                                                       |
| 10-5-1964                                                             | Losanna                                                               | Svizzera                                                              | 1 – 3                                                                 | Italia                                                                | Amichevole                                                            | 1                                                                     |                                                                       |
| 4-11-1964                                                             | Genova                                                                | Italia                                                                | 6 – 1                                                                 | Finlandia                                                             | Qual. Mondiali 1966                                                   | 1                                                                     | Cap.                                                                  |
| 5-12-1964                                                             | Bologna                                                               | Italia                                                                | 3 – 1                                                                 | Danimarca                                                             | Amichevole                                                            | -                                                                     | Cap.                                                                  |
| 13-3-1965                                                             | Amburgo                                                               | Germania Ovest                                                        | 1 – 1                                                                 | Italia                                                                | Amichevole                                                            | -                                                                     | Cap.                                                                  |
| 18-4-1965                                                             | Varsavia                                                              | Polonia                                                               | 0 – 0                                                                 | Italia                                                                | Qual. Mondiali 1966                                                   | -                                                                     | Cap.                                                                  |
| 27-6-1965                                                             | Budapest                                                              | Ungheria                                                              | 2 – 1                                                                 | Italia                                                                | Amichevole                                                            | -                                                                     | 46’                                                                   |
| 1-11-1965                                                             | Roma                                                                  | Italia                                                                | 6 – 1                                                                 | Polonia                                                               | Qual. Mondiali 1966                                                   | 1                                                                     |                                                                       |
| 9-11-1965                                                             | Glasgow                                                               | Scozia                                                                | 1 – 0                                                                 | Italia                                                                | Qual. Mondiali 1966                                                   | -                                                                     |                                                                       |
| 7-12-1965                                                             | Napoli                                                                | Italia                                                                | 3 – 0                                                                 | Scozia                                                                | Qual. Mondiali 1966                                                   | -                                                                     |                                                                       |
| 19-3-1966                                                             | Parigi                                                                | Francia                                                               | 0 – 0                                                                 | Italia                                                                | Amichevole                                                            | -                                                                     |                                                                       |
| 14-6-1966                                                             | Bologna                                                               | Italia                                                                | 6 – 1                                                                 | Bulgaria                                                              | Amichevole                                                            | -                                                                     | 46’                                                                   |
| 22-6-1966                                                             | Torino                                                                | Italia                                                                | 3 – 0                                                                 | Argentina                                                             | Amichevole                                                            | -                                                                     | 46’                                                                   |
| 29-6-1966                                                             | Firenze                                                               | Italia                                                                | 5 – 0                                                                 | Messico                                                               | Amichevole                                                            | 2                                                                     |                                                                       |
| 13-7-1966                                                             | Sunderland                                                            | Italia                                                                | 2 – 0                                                                 | Cile                                                                  | Mondiali 1966 - 1º turno                                              | -                                                                     |                                                                       |
| 19-7-1966                                                             | Middlesbrough                                                         | Corea del Nord                                                        | 1 – 0                                                                 | Italia                                                                | Mondiali 1966 - 1º turno                                              | -                                                                     |                                                                       |
| 22-3-1967                                                             | Nicosia                                                               | Cipro                                                                 | 0 – 2                                                                 | Italia                                                                | Qual. Euro 1968                                                       | -                                                                     |                                                                       |
| 27-3-1967                                                             | Roma                                                                  | Italia                                                                | 1 – 1                                                                 | Portogallo                                                            | Amichevole                                                            | -                                                                     | 46’                                                                   |
| 25-6-1967                                                             | Bucarest                                                              | Romania                                                               | 0 – 1                                                                 | Italia                                                                | Qual. Euro 1968                                                       | -                                                                     |                                                                       |
| 23-12-1967                                                            | Cagliari                                                              | Italia                                                                | 4 – 0                                                                 | Svizzera                                                              | Qual. Euro 1968                                                       | -                                                                     |                                                                       |
| 6-4-1968                                                              | Sofia                                                                 | Bulgaria                                                              | 3 – 2                                                                 | Italia                                                                | Qual. Euro 1968                                                       | -                                                                     |                                                                       |
| 20-4-1968                                                             | Napoli                                                                | Italia                                                                | 2 – 0                                                                 | Bulgaria                                                              | Qual. Euro 1968                                                       | -                                                                     |                                                                       |
| 5-6-1968                                                              | Napoli                                                                | Italia                                                                | 0 – 0 dts                                                             | Unione Sovietica                                                      | Euro 1968 - Semifinale                                                | -                                                                     |                                                                       |
| 23-10-1968                                                            | Cardiff                                                               | Galles                                                                | 0 – 1                                                                 | Italia                                                                | Qual. Mondiali 1970                                                   | -                                                                     |                                                                       |
| 1-1-1969                                                              | Città del Messico                                                     | Messico                                                               | 2 – 3                                                                 | Italia                                                                | Amichevole                                                            | -                                                                     |                                                                       |
| 29-3-1969                                                             | Berlino Est                                                           | Germania Est                                                          | 2 – 2                                                                 | Italia                                                                | Qual. Mondiali 1970                                                   | -                                                                     |                                                                       |
| 4-11-1969                                                             | Roma                                                                  | Italia                                                                | 4 – 1                                                                 | Galles                                                                | Qual. Mondiali 1970                                                   | -                                                                     |                                                                       |
| 21-2-1970                                                             | Madrid                                                                | Spagna                                                                | 2 – 2                                                                 | Italia                                                                | Amichevole                                                            | -                                                                     |                                                                       |
| 10-5-1970                                                             | Lisbona                                                               | Portogallo                                                            | 1 – 2                                                                 | Italia                                                                | Amichevole                                                            | -                                                                     |                                                                       |
| 11-6-1970                                                             | Toluca                                                                | Italia                                                                | 0 – 0                                                                 | Israele                                                               | Mondiali 1970 - 1º turno                                              | -                                                                     | 46’                                                                   |
| 14-6-1970                                                             | Toluca                                                                | Italia                                                                | 4 – 1                                                                 | Messico                                                               | Mondiali 1970 - Quarti di finale                                      | 1                                                                     | 46’                                                                   |
| 17-6-1970                                                             | Città del Messico                                                     | Italia                                                                | 4 – 3 dts                                                             | Germania Ovest                                                        | Mondiali 1970 - Semifinale                                            | 1                                                                     | 46’                                                                   |
| 21-6-1970                                                             | Città del Messico                                                     | Brasile                                                               | 4 – 1                                                                 | Italia                                                                | Mondiali 1970 - Finale                                                | -                                                                     | 84’ · 2º posto                                                        |
| 31-10-1970                                                            | Vienna                                                                | Austria                                                               | 1 – 2                                                                 | Italia                                                                | Qual. Euro 1972                                                       | -                                                                     |                                                                       |
| 20-2-1971                                                             | Cagliari                                                              | Italia                                                                | 1 – 2                                                                 | Spagna                                                                | Amichevole                                                            | -                                                                     |                                                                       |
| 25-9-1971                                                             | Genova                                                                | Italia                                                                | 2 – 0                                                                 | Messico                                                               | Amichevole                                                            | -                                                                     | 46’                                                                   |
| 9-10-1971                                                             | Milano                                                                | Italia                                                                | 3 – 0                                                                 | Svezia                                                                | Qual. Euro 1972                                                       | -                                                                     |                                                                       |
| 20-9-1972                                                             | Torino                                                                | Italia                                                                | 3 – 1                                                                 | Jugoslavia                                                            | Amichevole                                                            | -                                                                     | 46’                                                                   |
| 7-10-1972                                                             | Lussemburgo                                                           | Lussemburgo                                                           | 0 – 4                                                                 | Italia                                                                | Qual. Mondiali 1974                                                   | -                                                                     |                                                                       |
| 21-10-1972                                                            | Berna                                                                 | Svizzera                                                              | 0 – 0                                                                 | Italia                                                                | Qual. Mondiali 1974                                                   | -                                                                     |                                                                       |
| 13-1-1973                                                             | Napoli                                                                | Italia                                                                | 0 – 0                                                                 | Turchia                                                               | Qual. Mondiali 1974                                                   | -                                                                     |                                                                       |
| 31-3-1973                                                             | Genova                                                                | Italia                                                                | 5 – 0                                                                 | Lussemburgo                                                           | Qual. Mondiali 1974                                                   | 1                                                                     | 83’                                                                   |
| 9-6-1973                                                              | Roma                                                                  | Italia                                                                | 2 – 0                                                                 | Brasile                                                               | Amichevole                                                            | -                                                                     |                                                                       |
| 14-6-1973                                                             | Torino                                                                | Italia                                                                | 2 – 0                                                                 | Inghilterra                                                           | Amichevole                                                            | -                                                                     |                                                                       |
| 29-9-1973                                                             | Milano                                                                | Italia                                                                | 2 – 0                                                                 | Svezia                                                                | Amichevole                                                            | -                                                                     |                                                                       |
| 20-10-1973                                                            | Roma                                                                  | Italia                                                                | 2 – 0                                                                 | Svizzera                                                              | Qual. Mondiali 1974                                                   | 1                                                                     | 44’                                                                   |
| 14-11-1973                                                            | Londra                                                                | Inghilterra                                                           | 0 – 1                                                                 | Italia                                                                | Amichevole                                                            | -                                                                     |                                                                       |
| 8-2-1974                                                              | Vienna                                                                | Austria                                                               | 0 – 0                                                                 | Italia                                                                | Amichevole                                                            | -                                                                     |                                                                       |
| 26-2-1974                                                             | Roma                                                                  | Italia                                                                | 0 – 0                                                                 | Germania Ovest                                                        | Amichevole                                                            | -                                                                     |                                                                       |
| 15-6-1974                                                             | Monaco                                                                | Italia                                                                | 3 – 1                                                                 | Haiti                                                                 | Mondiali 1974 - 1º turno                                              | 1                                                                     |                                                                       |
| 19-6-1974                                                             | Stoccarda                                                             | Italia                                                                | 1 – 1                                                                 | Argentina                                                             | Mondiali 1974 - 1º turno                                              | -                                                                     | 66’                                                                   |
| Totale                                                                |                                                                       | Presenze (30º posto)                                                  | 60                                                                    |                                                                       | Reti (21º posto)                                                      | 14                                                                    |                                                                       |

### Record
- Miglior marcatore del Milan in Coppa Italia: 28 gol
- Maggior numero di rigori realizzati con la maglia del Milan: 39[121]
- Giocatore del Milan con il maggior numero di gol segnati con la Nazionale italiana durante la militanza in rossonero: 14

## Palmarès

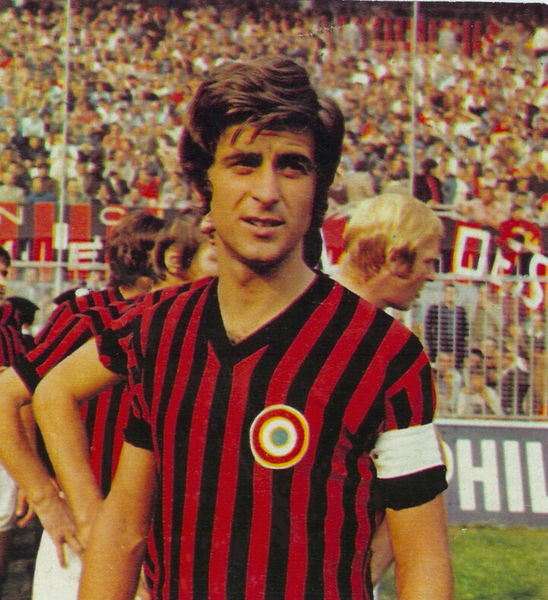
Rivera con la coccarda tricolore che viene appuntata sopra le casacche dei detentori della Coppa Italia

### Club

#### Competizioni nazionali
- Campionato italiano: 3

Milan: 1961-1962, 1967-1968, 1978-1979
- Coppa Italia: 4

Milan: 1966-1967, 1971-1972, 1972-1973, 1976-1977

#### Competizioni internazionali
- Coppa dei Campioni: 2

Milan: 1962-1963, 1968-1969
- Coppa delle Coppe: 2

Milan: 1967-1968, 1972-1973
- Coppa Intercontinentale: 1

Milan: 1969

### Nazionale
- Campionato d'Europa: 1

Italia 1968

### Individuale
- Pallone d'oro: 1

1969
- Capocannoniere della Serie A italiana: 1

1972-1973 (17 gol, a pari merito con Paolo Pulici e Giuseppe Savoldi)
- Capocannoniere della Coppa Italia: 2

Coppa Italia 1966-1967 (7 gol)
Coppa Italia 1970-1971 (7 gol)
- Guerin d'oro speciale: 1

1987
- UEFA President's Award: 1

2011
- Inserito nella lista dei 100 Greatest Footballers of All Time della rivista World Soccer (1999)[123]
- Inserito nella lista dei World's best Player of the Century della IFFHS (2000)[124]
- Inserito nelle "Leggende del calcio" del Golden Foot (2003)
- Inserito nella FIFA 100 (2004)
- Inserito nella Hall of Fame del calcio italiano nella categoria Veterano italiano (2013)
- Inserito nella Walk of fame dello sport italiano (2015)[7]
- Candidato al Dream Team del Pallone d'oro (2020)